# Octomeria grandiflora
Octomeria grandiflora là một loài lan đặc hữu của Brasil (São Paulo to Paraná).

## Hình ảnh

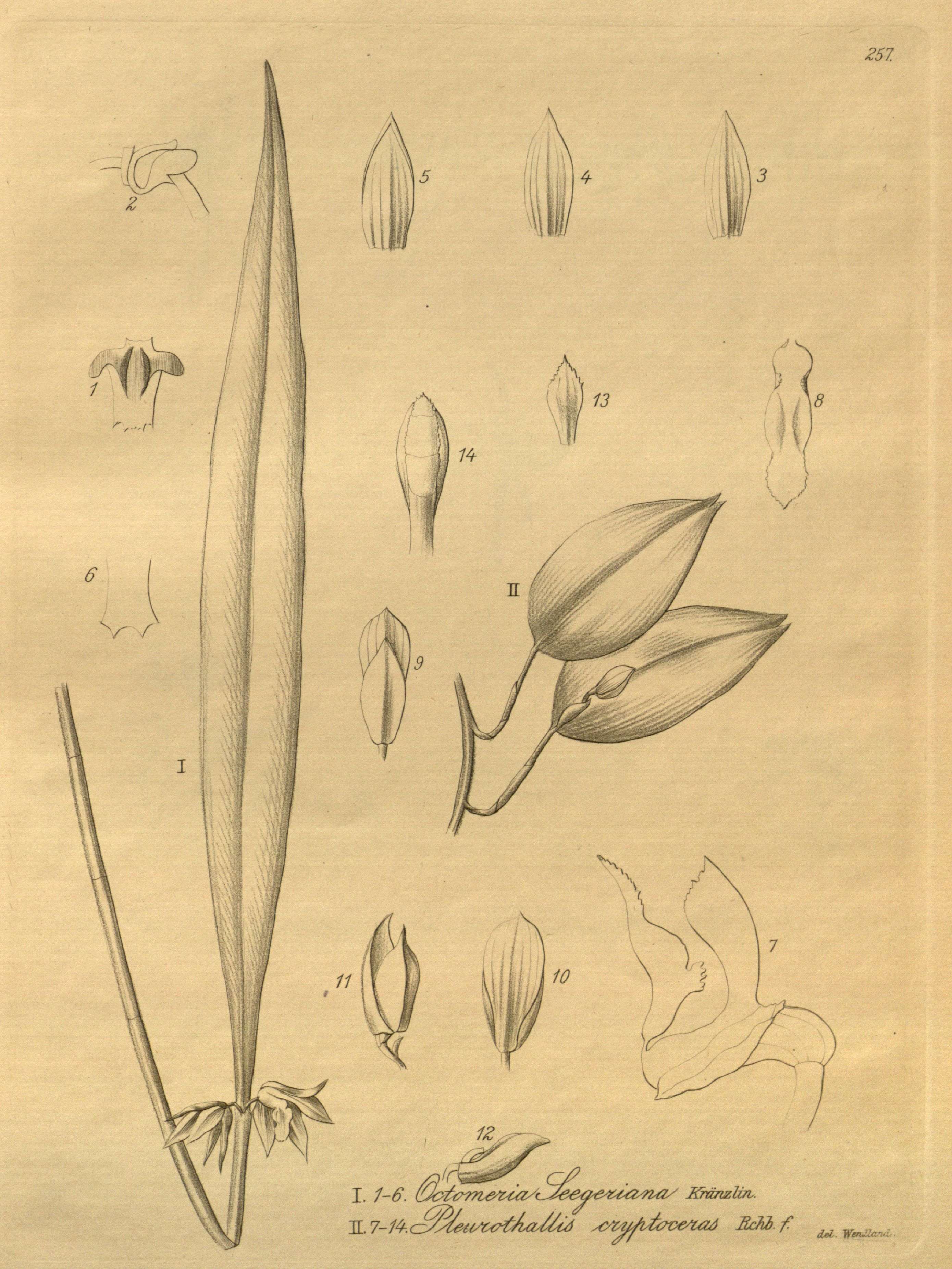
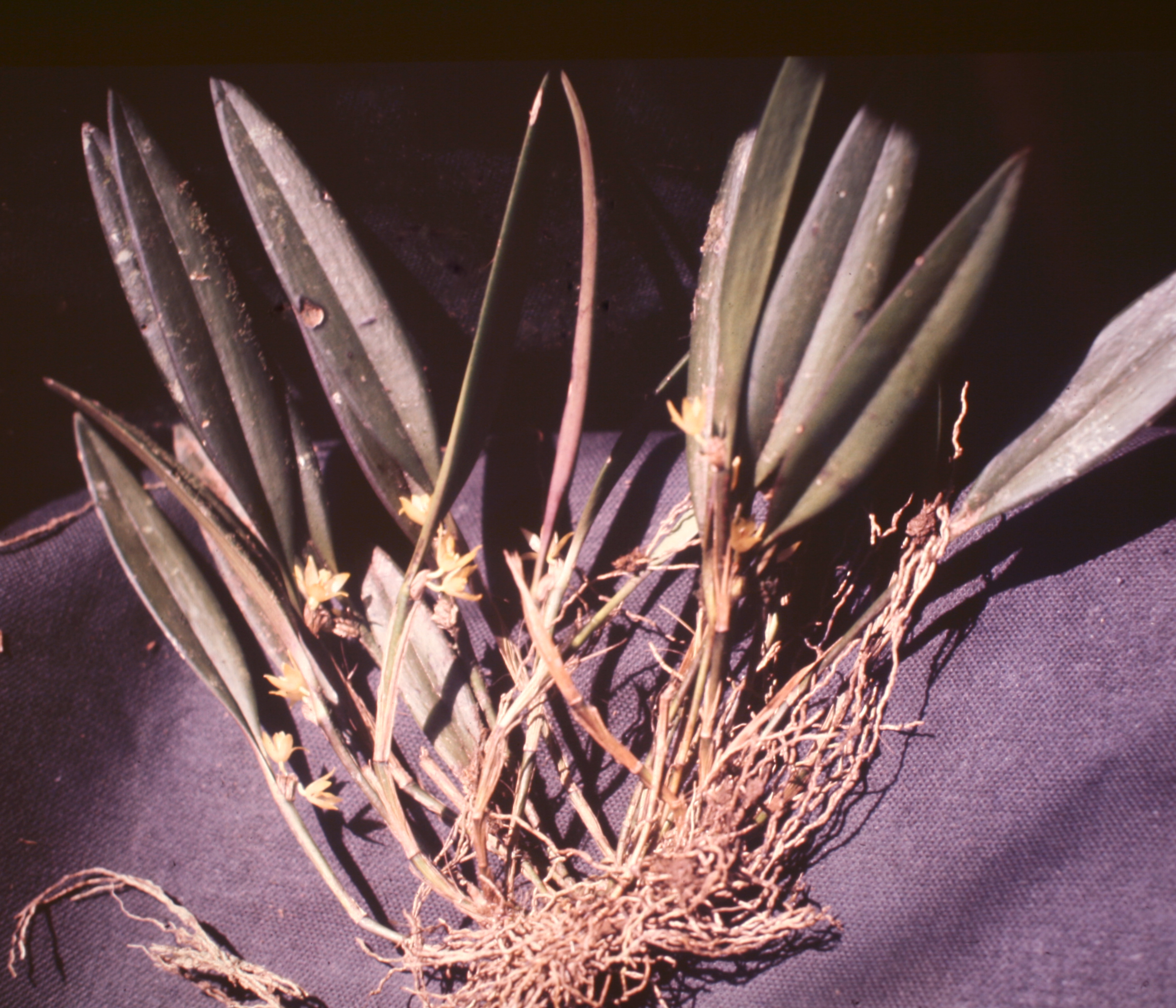
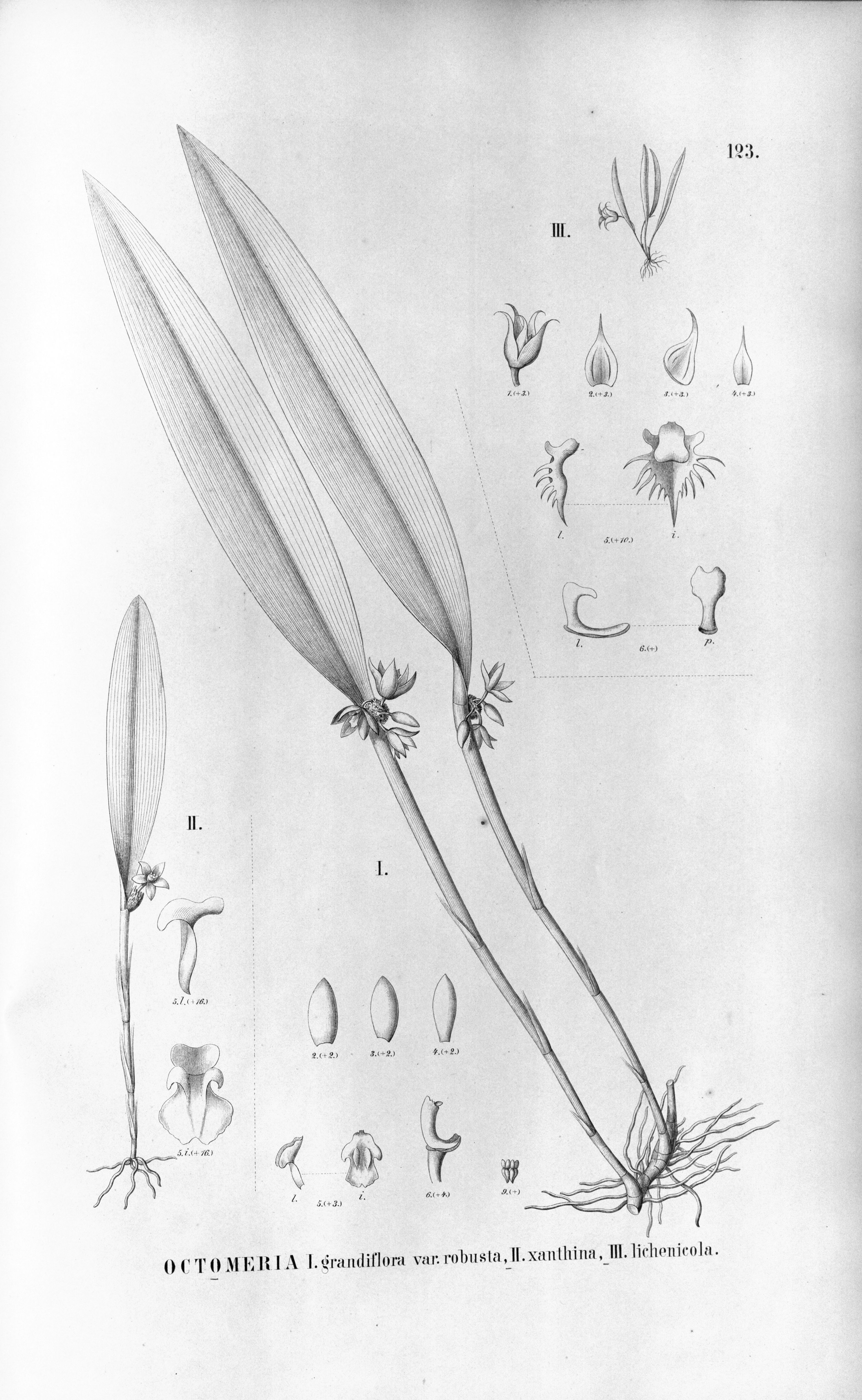
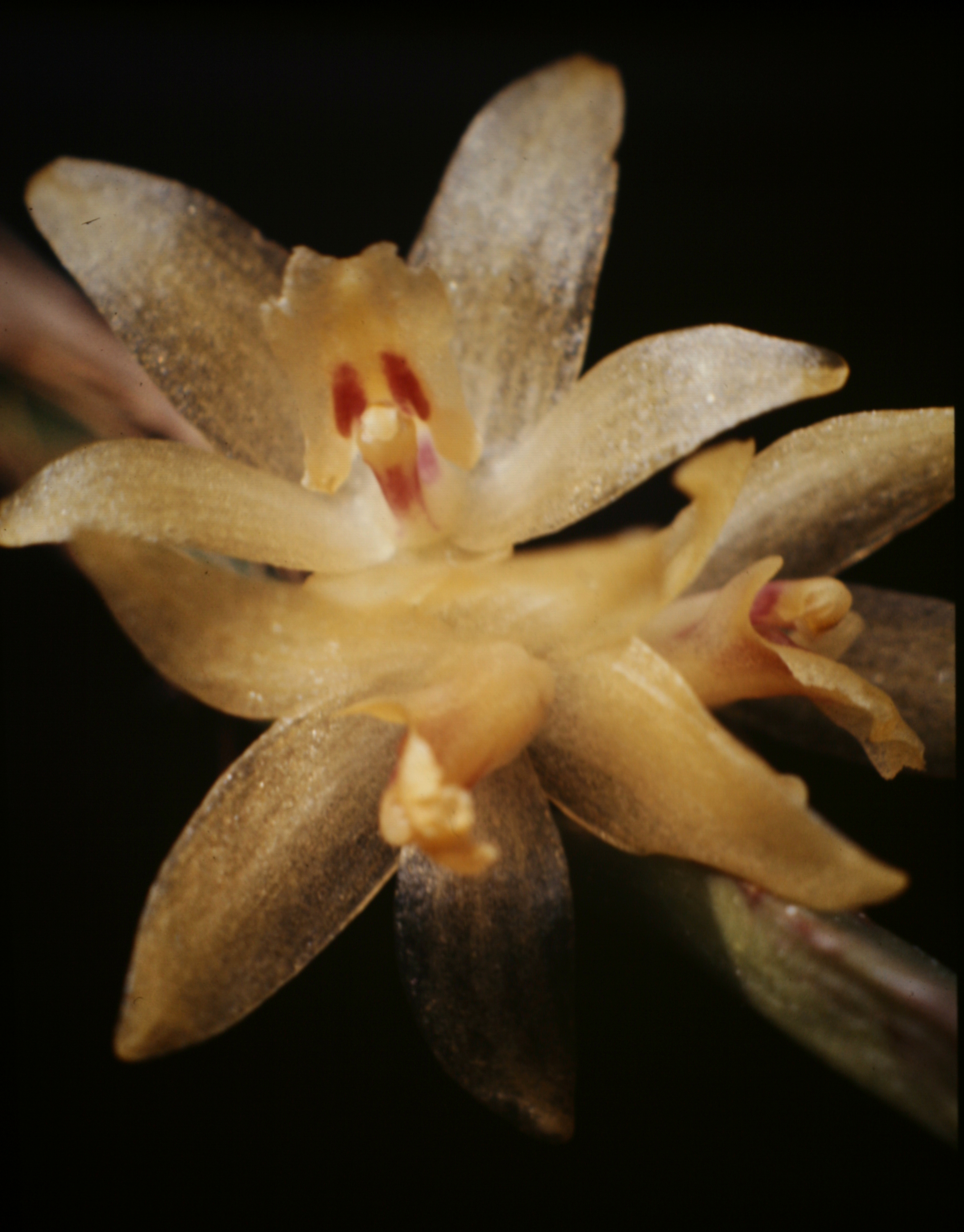